# 離島 (選區)
離島（英語：Islands，代號T1）是香港離島區議會下轄的選區，2023年設立，定為雙議席選區。

## 範圍
現時選區包括整個離島區，與其接壤的選區有葵青區議會的葵涌東、青衣、荃灣區議會的荃灣西北選區、屯門區議會的屯門西選區、與香港島及九龍半島以海相隔。
投票站設有廿三個，分別位於中華基督教會大澳小學、䃟頭村村公所、沙螺灣鄉公所、醫療輔助隊東涌訓練中心、牛牯塱三鄉合作社、寶蓮禪寺大澳廳、梅窩體育館、塘福鄉公所、杯澳公立學校、香港教育工作者聯會黃楚標學校、港青基信書院、救世軍林拔中紀念學校、東涌天主教學校小學部、寶安商會溫浩根小學、東涌文東路體育館、嗇色園主辦可譽中學暨可譽小學、愉景灣社區會堂、坪洲體育館、南丫島北段鄉事委員會、
索罟灣診所、佛教慧因法師紀念中學、明愛陳震夏郊野學園（聖保祿校舍）、長洲體育館。

## 沿革
2023年香港選舉改革將區議會所有單議席選區取消，離島區定為一個雙議席選區，共選出兩席民選議員。離島選區由原有單議席的大嶼山、滿逸、逸東邨北、東涌南、東涌中、東涌北、愉景灣、坪洲及喜靈洲、南丫及蒲台、長洲選區合併而成。
2023年區議會選舉，估算人口有185,282人，選民有96,977人，吸引到四人參選。

## 歷屆議員
| 選區名稱 | 屆別           | 議員   | 政治聯繫 | 政治聯繫 | 議員   | 政治聯繫 | 政治聯繫 |
| -------- | -------------- | ------ | -------- | -------- | ------ | -------- | -------- |
| 離島     | 2024年－2027年 | 葉培基 |          | 民建聯   | 劉展鵬 |          | 工聯會   |

## 歷屆選舉結果
| 政党   | 政党          | 候选人    | 票数   | %      | ± |
| ------ | ------------- | --------- | ------ | ------ | - |
|        | 民主思路      | ①. 葉浚生 | 2,118  | 8.67%  |   |
|        | 獨立          | ②. 鍾美慧 | 3,224  | 13.19% |   |
|        | 民建聯        | ③. 葉培基 | 11,604 | 47.47% |   |
|        | 工聯會/新民黨 | ④. 劉展鵬 | 7,497  | 30.67% |   |
| 多数票 | 多数票        | 多数票    | 4,273  | 17.48% |   |

## 資料來源
1. ↑   (PDF).   [2023年8月23日]. （原始内容 (PDF)存档于2023年8月5日） （繁体中文）.
2. ↑   (PDF).   [2023年11月17日].
3. ↑   (PDF). 選舉管理委員會. 2023-07-11  [2023-08-23]. （原始内容存档 (PDF)于2023-10-14）.
4. ↑   (PDF).   [2023-11-20]. （原始内容存档 (PDF)于2023-11-17）.
5. ↑   (PDF).   [2023-08-23]. （原始内容存档 (PDF)于2023-08-05）.
6. ↑   (PDF).   [2023-11-17]. （原始内容存档 (PDF)于2023-12-03）.